# Давидян, Рафаэль Рубенович
Рафаэль Рубенович Давидян (22 апреля 1923, Тбилиси — 3 февраля 1997, Москва) — советский армянский скрипач и музыкальный педагог.
Народный артист Армянской ССР (1963). Лауреат Государственной премии Армянской ССР (1965), доктор искусствоведения.

## Биография
Окончил 3-й музыкальный техникум в Тбилиси (класс Г. А. Калантара), школу-десятилетку при Тбилисской консерватории (класс Л. Н. Шиукашвили).
Участник Великой Отечественной войны.
В 1947—1970 гг. был второй скрипкой Квартета имени Комитаса. В составе квартета гастролировал в США, Японии.
В 1950 г. окончил Московскую консерваторию (класс Я. И. Рабиновича). С 1950 г. преподавал в училище при Московской консерватории, в музыкальном училище имени Гнесиных. В 1950-е гг. заведовал струнным отделом в Московском музыкальном училище им. М. М. Ипполитова-Иванова.
С 1961 г. одновременно преподаватель, затем профессор кафедры камерного ансамбля Московской консерватории. Среди его учеников — В. Спиваков, Л. Исакадзе, Г. Жислин, О. Каган, В. Третьяков, Г. Кремер, Р. Агаронян, Т. Гринденко, М. Безверхний и другие.
В классе Р. Давидяна рождался Квартет имени Д. Д. Шостаковича — один из наиболее известных камерных ансамблей страны; был инициатором создания Квартета им. Леонтовича, Квартетов Московской и Калининской филармоний.
В разные годы был деканом факультета повышения квалификации, деканом оркестрового факультета; заведовал кафедрой истории и теории исполнительского искусства, кафедрой камерного ансамбля и квартета Московской консерватории.
В 1990-е гг. заведовал кафедрой струнных инструментов в Музыкально-педагогическом институте им. М. М. Ипполитова-Иванова.
Состоял членом жюри Международного конкурса струнных квартетов им. Д. Д. Шостаковича (Санкт-Петербург, 1993, 1996).
Похоронен в Москве, на Армянском кладбище.

## Научная деятельность
Автор статей, Всесоюзных программ по квартетному классу, уникального труда «Квартетное искусство», обобщившего огромный практический и исследовательский опыт выдающегося музыканта.

### Избранные труды
Источник — электронные каталоги РНБ
- Давидян Р. Р. Квартетное исполнительство : Автореф. дис. … д-ра иск. / Моск. гос. консерватория им. П. И. Чайковского. — М., 1992. — 48 с. — 3000 экз.
- Давидян Р. Р. Квартетное искусство : Пробл. исполнительства — теорет. основы, практ. опыт. — 2-е изд., доп. и перераб. — М.: Музыка, 1994. — 316 с. — 1000 экз. — ISBN 5-7140-0354-3.
- Давидян Р. Р. Квартетное искусство : Пробл. исполнительства и педагогики : [Учеб. пособие для муз. вузов]. — М.: Музыка, 1984. — 269 с. — 3000 экз.
- Давидян Р. Р. Квартеты Шостаковича : исполнительский анализ. — М.: Фортуна ЭЛ, 2013. — 109 с. — ISBN 978-5-9582-0058-0.[4]

## Награды и признание
- Народный артист Армянской ССР (1963).
- Орден Отечественной войны 2 степени (6.04.1985).
- Медаль «За трудовую доблесть» (14.10.1966) — за заслуги в подготовке высококвалифицированных музыкальных кадров и в связи со 100-летием Московской государственной консерватории им. П. И. Чайковского.
- Государственная премия Армянской ССР (1965).
- Почётный профессор Ереванской государственной консерватории имени Комитаса (1985).